# St. Sebastian (Kerpen)

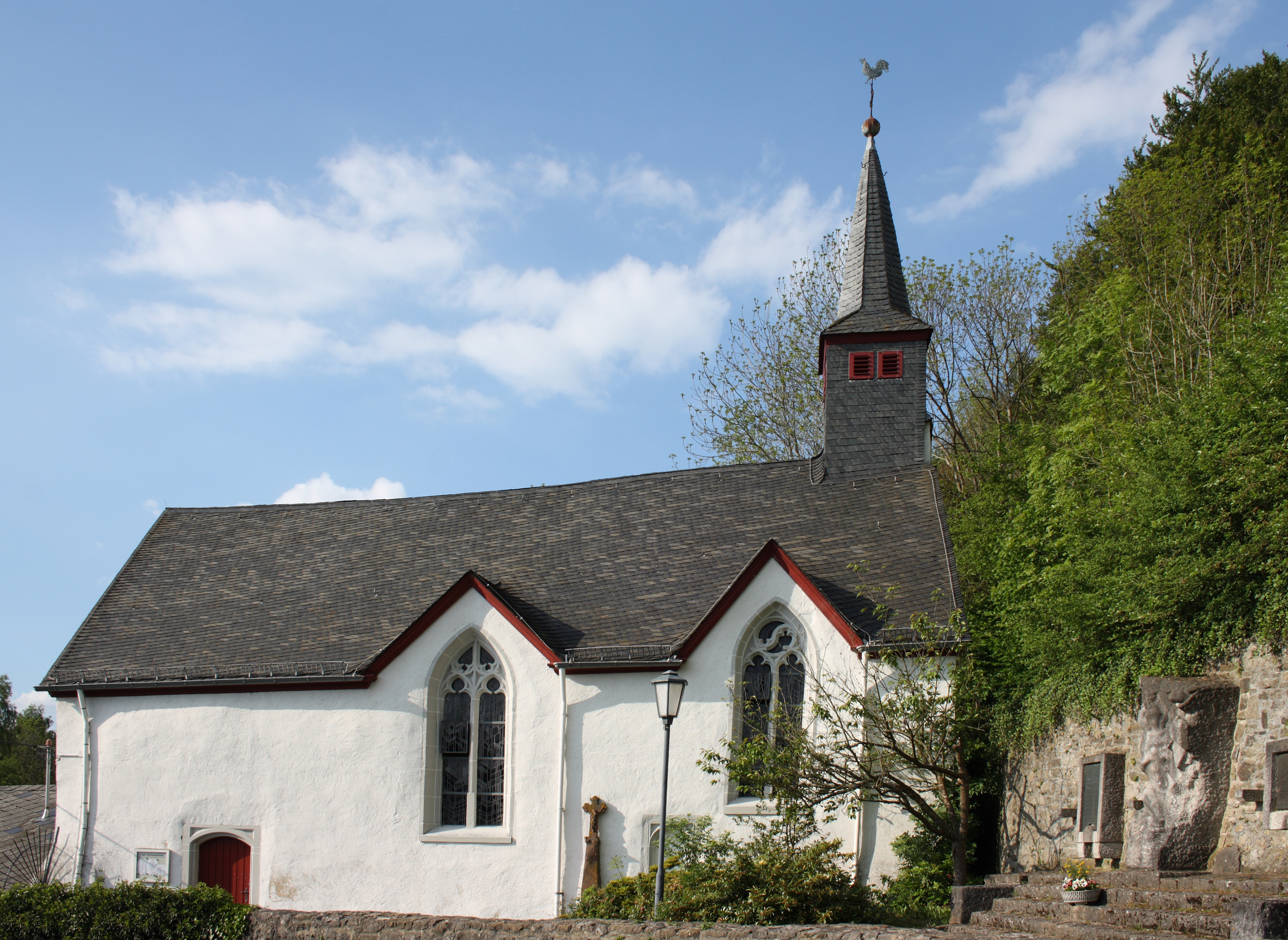
St. Sebastian, Ansicht von Süden

St. Stephan und St. Sebastian ist eine römisch-katholische Filialkirche in der rheinland-pfälzischen Gemeinde Kerpen (Eifel). Sie gehört zur Pfarrengemeinschaft Üxheim, Nohn, Oberehe, Walsdorf und Niederehe des Dekanats Vulkaneifel. Die Einstützenkirche aus dem 16. Jahrhundert steht als Einzeldenkmal unter Denkmalschutz.

## Geschichte
Graf Dietrich IV. von Manderscheid-Schleiden ließ nach seiner Hochzeit 1506 mit Margaretha von Sombreff am Hang südöstlich unter seiner Burg Kerpen eine Kapelle errichten, die zugleich auch als Dorfkirche dienen sollte. Die Einstützenkirche war der Nachfolgebau einer anderen Burgkapelle, denn schon im 13. Jahrhundert gab es Burgkapläne in Kerpen. Sie wurde den Heiligen Stephanus und Sebastian geweiht.
1645 wohl noch renoviert, blieb der kleine Sakralbau während des Pfälzischen Erbfolgekrieges – im Gegensatz zur Kerpener Burganlage – von der Zerstörung durch Truppen Ludwigs XIV. verschont. 1903 noch einmal und zuletzt 1975/76 renoviert und teilweise umgestaltet, werden dort wöchentlich drei Messen gefeiert. Das Recht auf eine wöchentlich Sonntagsmesse besitzt die Kirche schon seit 1703.

## Architektur

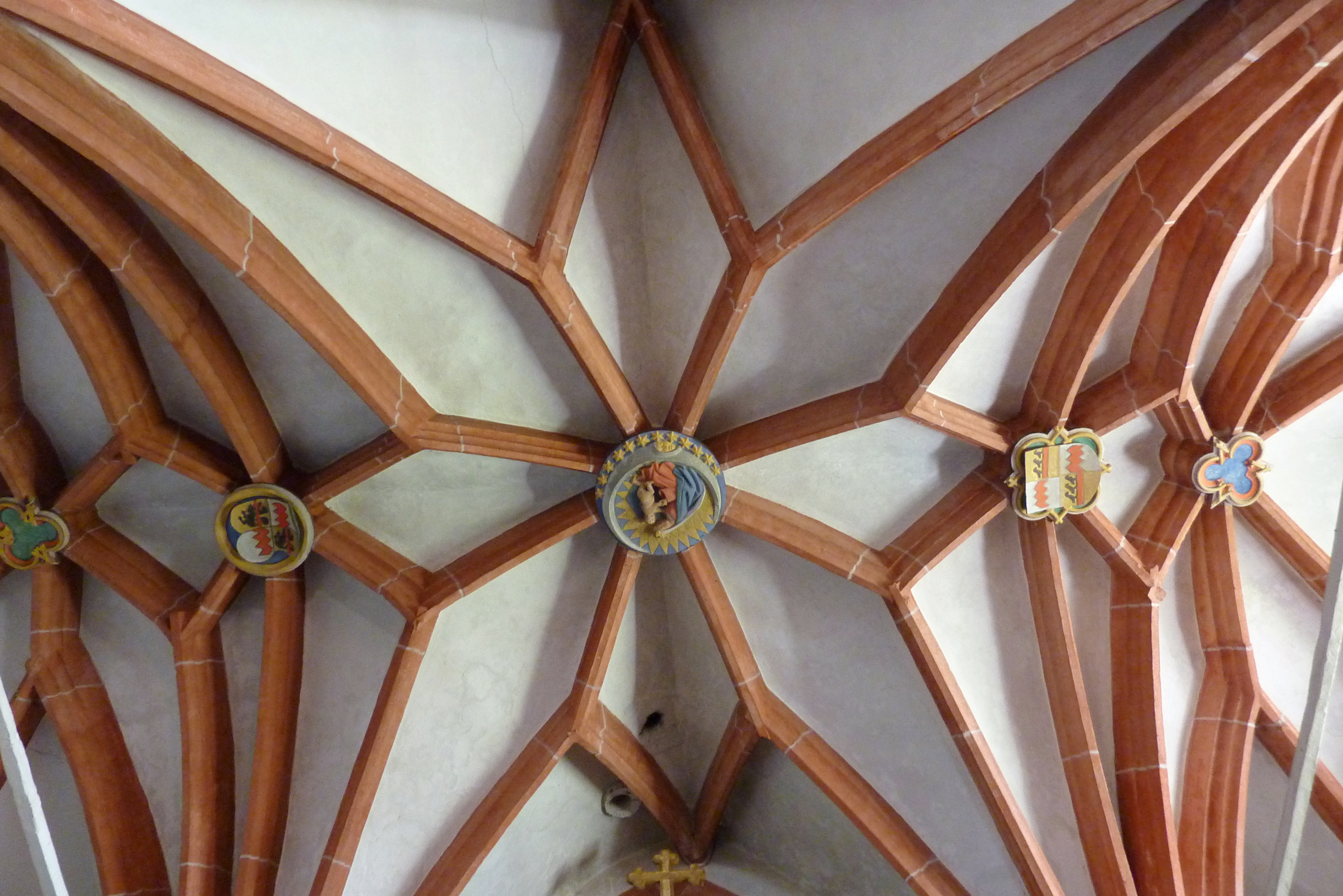
Sterngewölbe des Chors

Die ehemalige Burgkapelle ist ein gotischer Bau aus dem frühen 16. Jahrhundert. Auf ihrem Kirchenvorplatz befindet sich ein Kriegerdenkmal, das an die gefallenen Kerpener der beiden Weltkriege erinnert. Der Sakralbau ist eine Einstützenkirche, das heißt, dass das Gewölbe seines 10,12 Meter langen und 7,58 Meter breiten Schiffs von nur einer einzigen zentralen Mittelsäule getragen wird. Die Kerpener Säule steht auf einem achteckigen Sockel, der mit einem Weihwasserbecken und eine schildtragende Relieffigur geschmückt ist. Der geschlossene Chor besitzt eine lichte Weite von 7,08 Meter und ist 4,30 Meter tief. Er ist von einem Sterngewölbe mit bunt bemalten Schlusssteinen überspannt. Der mittlere von ihnen zeigt eine Madonna mit Jesuskind als Himmelskönigin auf einer Mondsichel sitzend. Andere Schlusssteine zeigen die Wappen der Manderscheider Grafen.

## Ausstattung
Die heutige Ausstattung ist ein gutes Beispiel für den ländlichen Barock. Exemplarisch dafür stehen nicht nur die drei Altäre, sondern auch das Gestühl (wohl aus 1681) und die vergoldete Rokoko-Kanzel aus dem Jahr 1789.
Der Hochaltar aus Holz mit aufwändig geschnitzten Blatt- und Knorpelwerk stammt aus dem Jahr 1791. Zwischen vier schmalen Säulen mit korinthischen Kapitellen zeigt seine Mittelnische ein Ölgemälde mit der Heiligen Familie, das noch von dem Vorgängeraltar aus dem Jahr 1665 stammt.
Die beiden Seitenaltäre sind den beiden Kirchenpatronen geweiht. Ihre Ölgemälde zeigen ihr Martyrium und wurden vor 1778 von Meister Osterspey aus Antweiler geliefert. Auf dem Sebastianusaltar stehen zwei Reliquienschreine, über die jedoch nichts Näheres bekannt ist.
Die kleine Kirche besitzt heute zwei Glocken aus Stahl. Sie ersetzten die beiden Vorgängerglocken, eine davon aus dem Jahr 1872, die im Zweiten Weltkrieg verloren gingen.

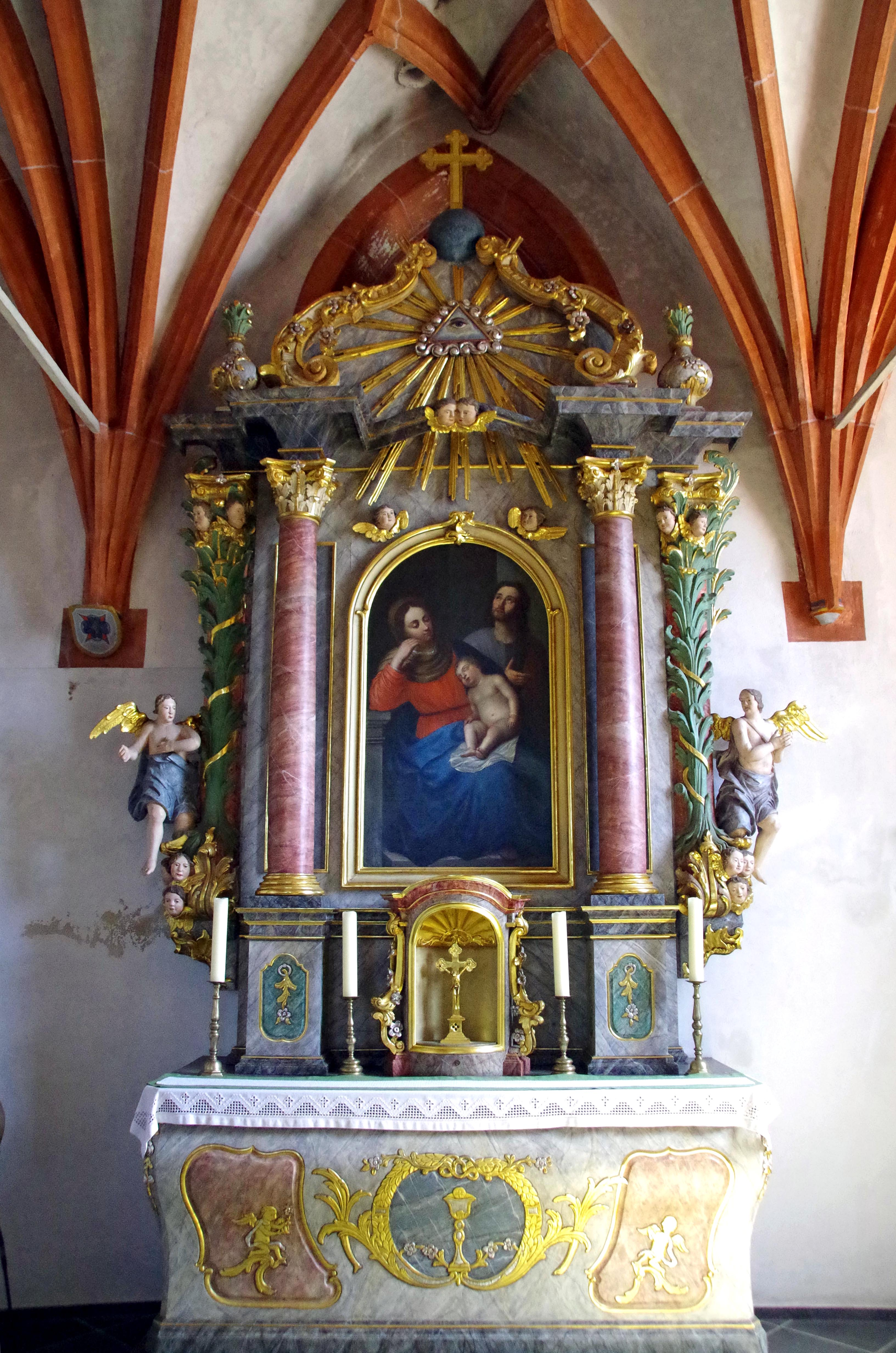
Hochaltar (1791)
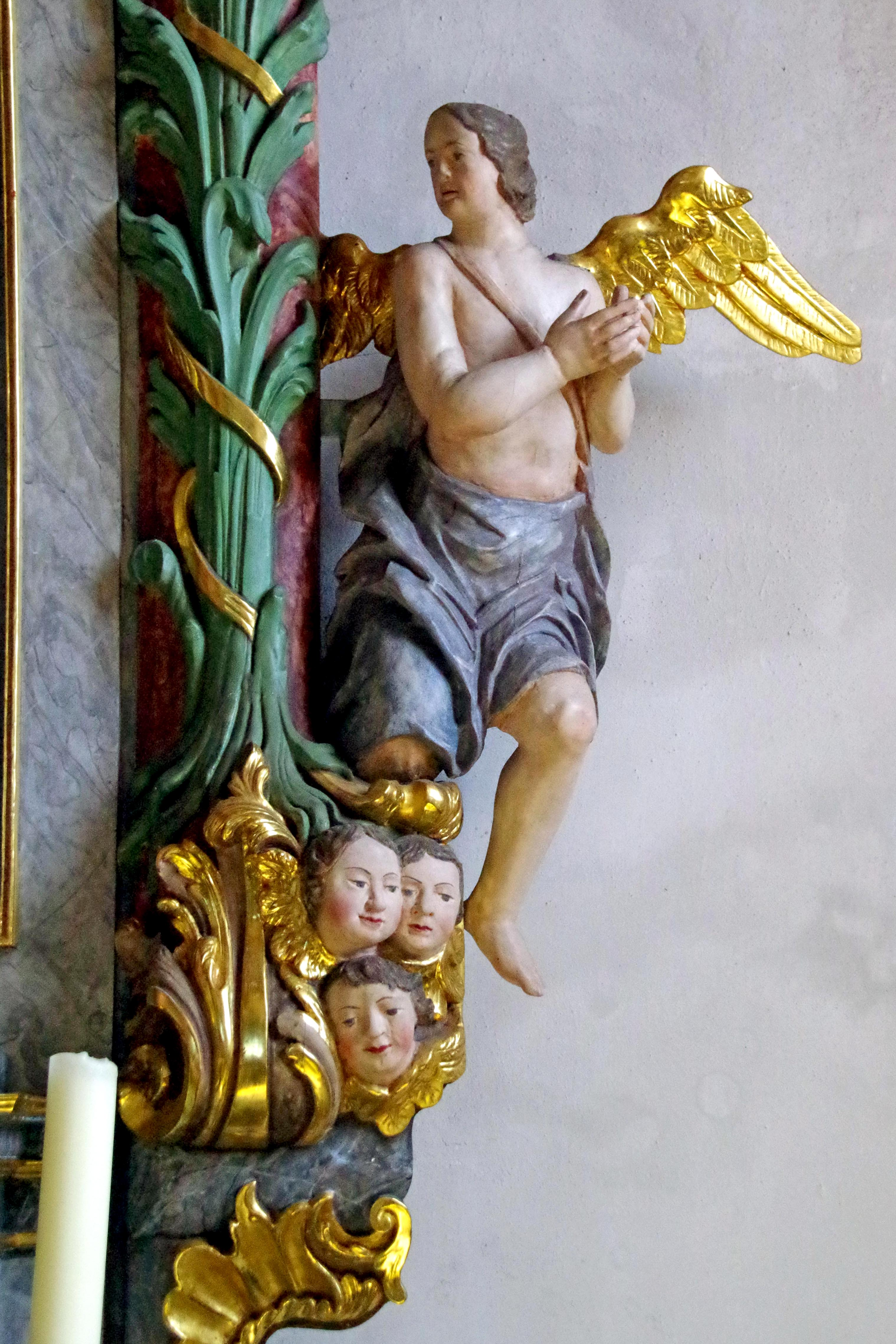
Dekor am Hochaltar
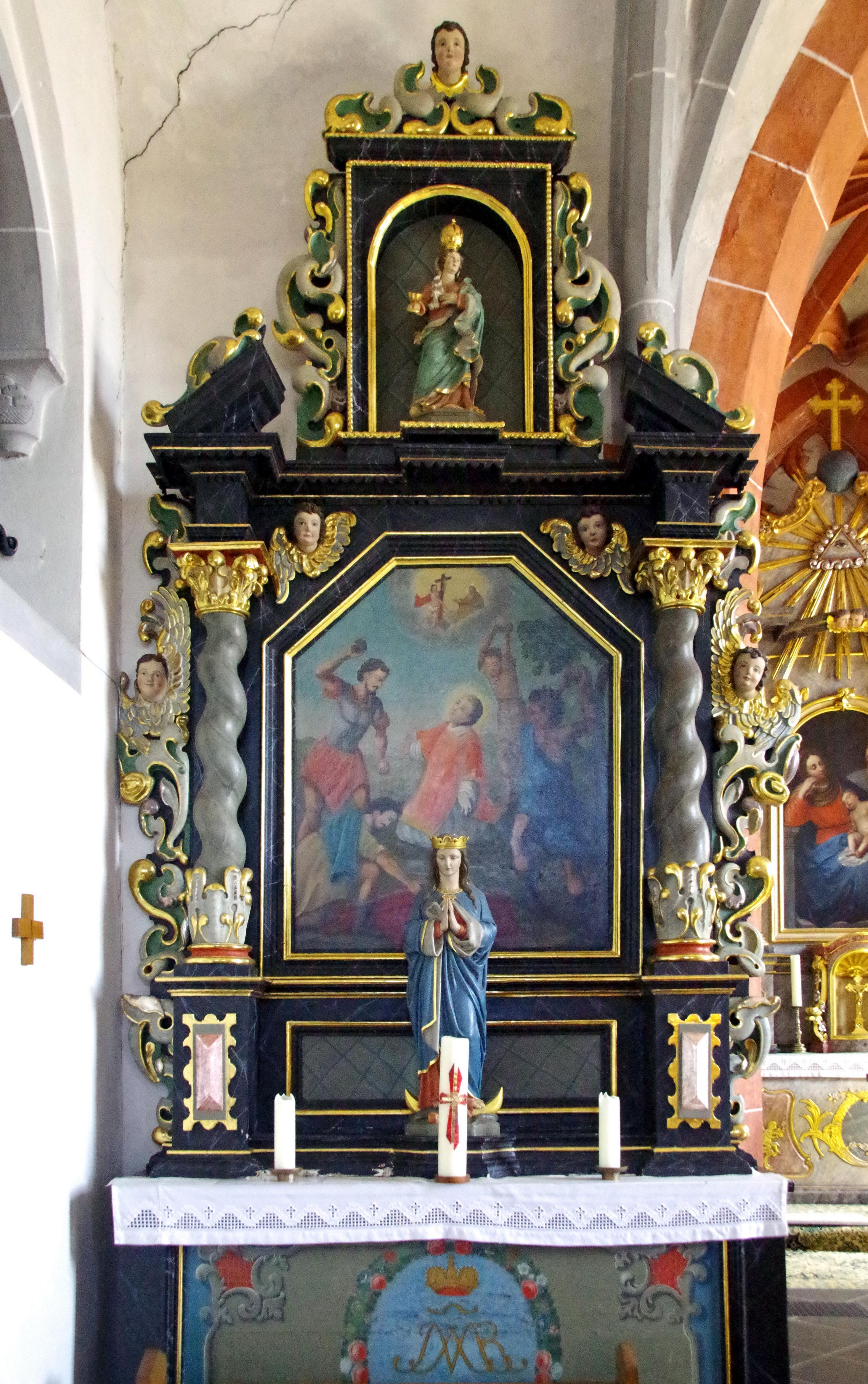
Stephanus-Altar (1778)
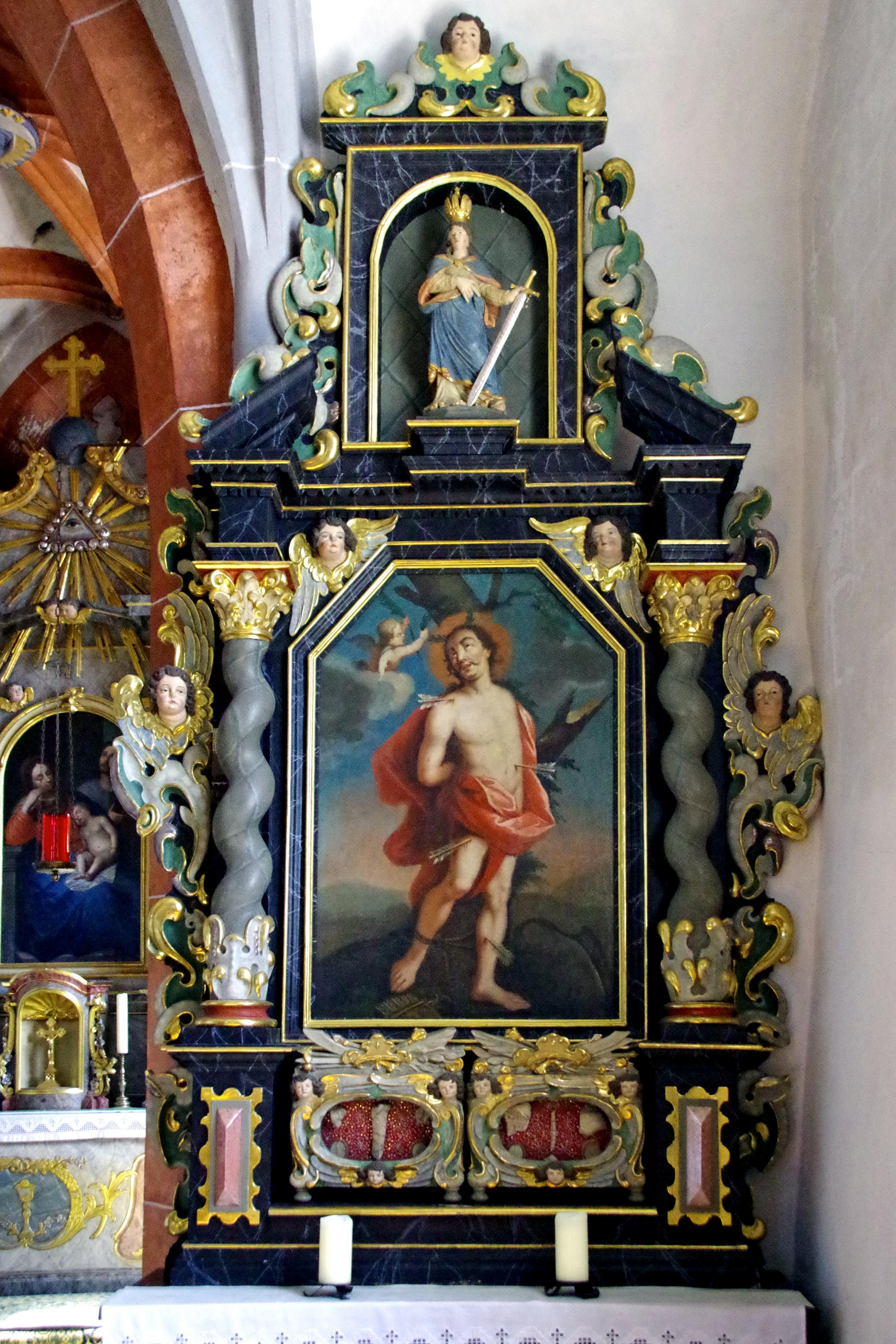
Sebastians-Altar (1778)
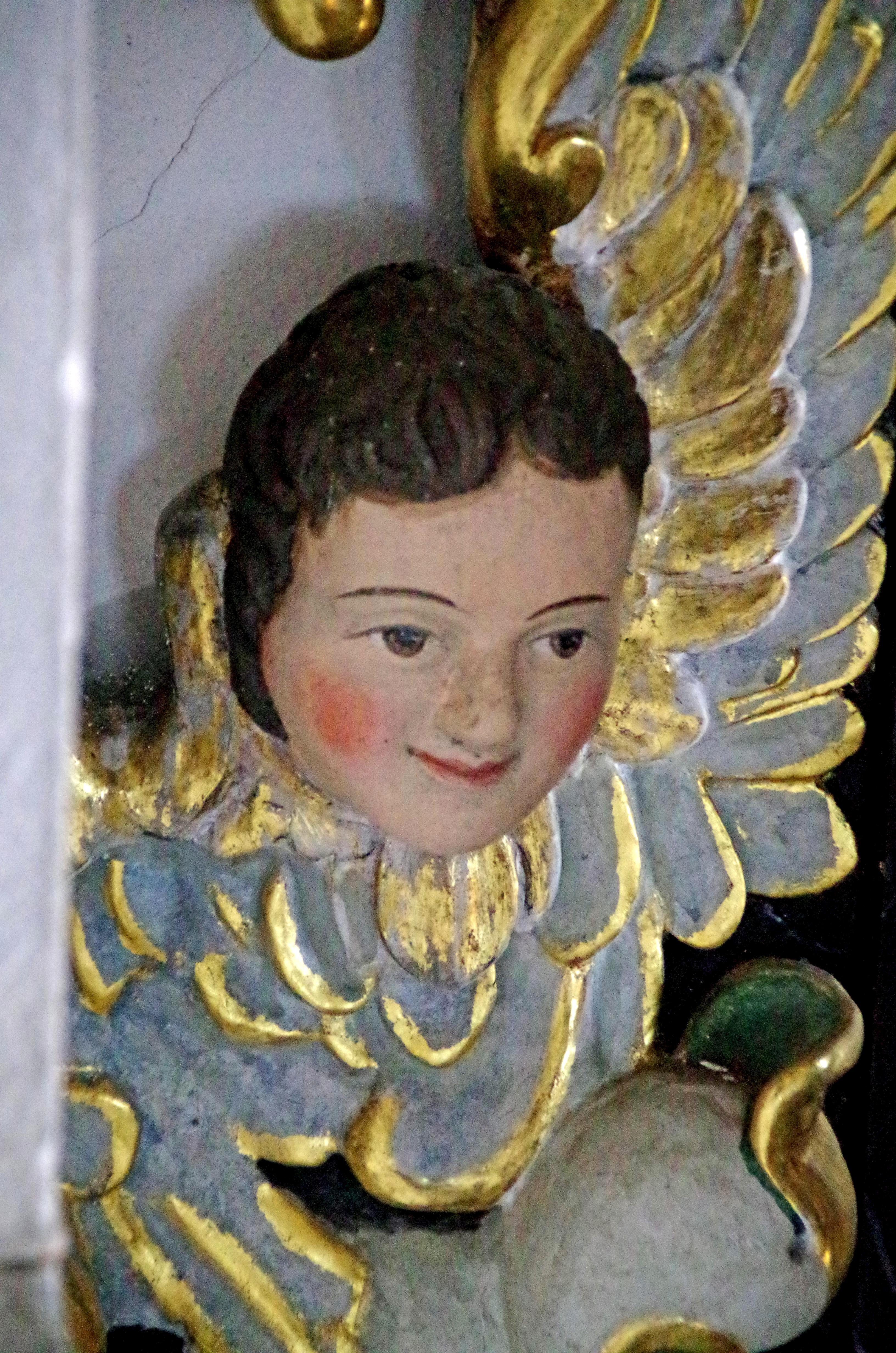
Engelkopf
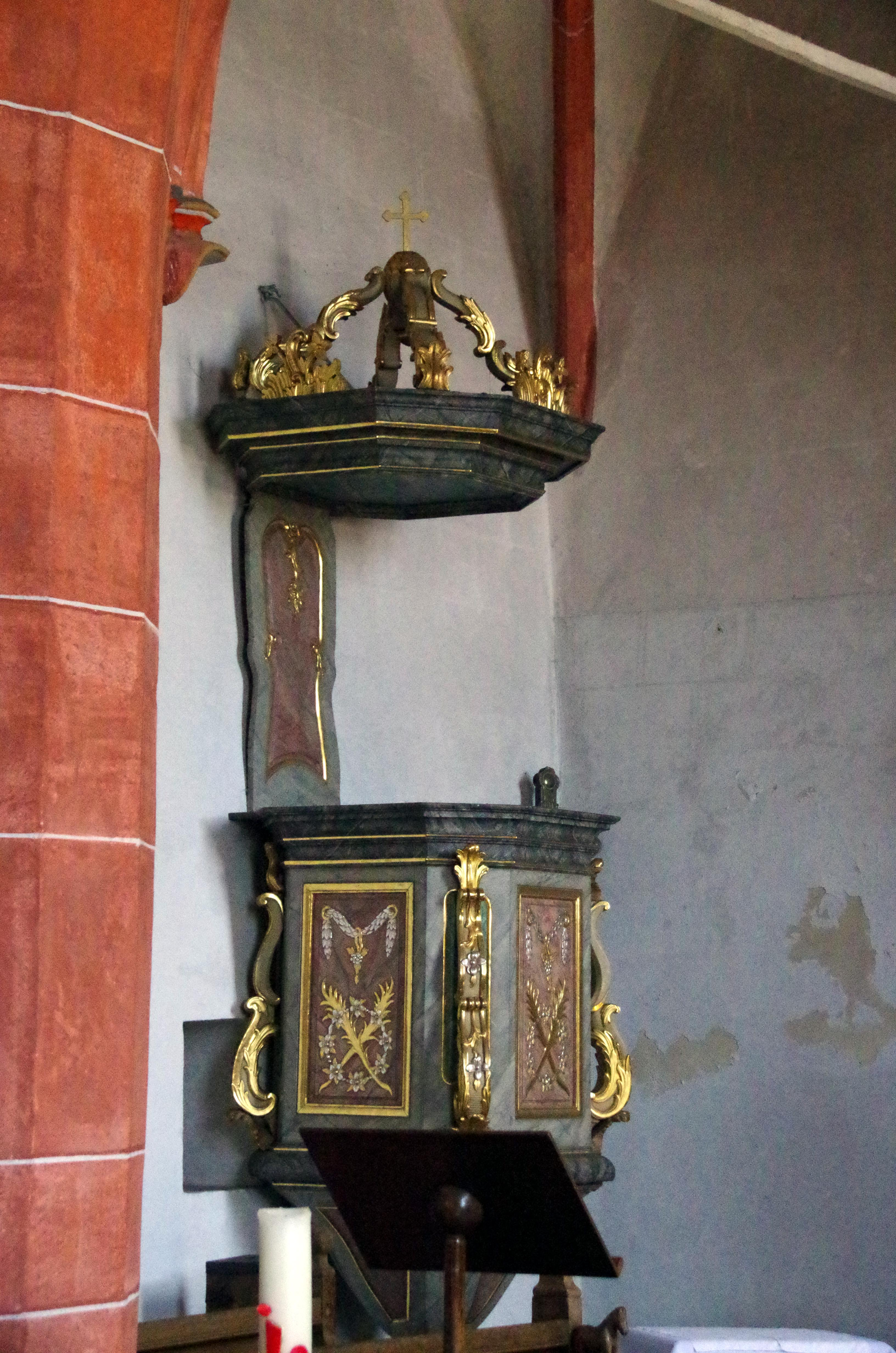
Kanzel (1789)